# Rezerwat przyrody Grzędy
Grzędy – zlikwidowany leśny rezerwat przyrody, położony na wschód i południe od Grzęd (części wsi Wólka Piaseczna) w gminie Goniądz, powiecie monieckim, województwie podlaskim.

## Powołanie
Obszar chroniony został utworzony 22 sierpnia 1959 na podstawie Zarządzenia Ministra Leśnictwa i Przemysłu Drzewnego z dnia 8 lipca 1959 r. w sprawie uznania za rezerwat przyrody (jego pierwsze utworzenie nastąpiło już w 1925). Zlikwidowano go z dniem 15 maja 1981 w związku z włączeniem w granice rezerwatu Czerwone Bagno na podstawie Zarządzenia Ministra Leśnictwa i Przemysłu Drzewnego z dnia 25 kwietnia 1981 r. zmieniającego zarządzenie w sprawie uznania za rezerwat przyrody.

## Położenie
Rezerwat obejmował powierzchnię 225,63 ha w granicach oddziałów leśnych 191, 192, 195, 199 i 200 w Leśnictwie Grzędy Nadleśnictwa Rajgród. Położony był w okolicach Grzęd w gromadzie Woźnawieś powiatu grajewskiego (województwo białostockie, od 1955 do 1957 leżał w powiecie augustowskim). Później aż do likwidacji znajdował się w województwie łomżyńskim.

## Charakterystyka
Rezerwat utworzono „w celu zachowania ze względów naukowych i dydaktycznych fragmentu lasu pierwotnego w Kotlinie Augustowskiej w panujący typie grondu [sic!] z przejściem do boru sosnowego i olsu w wododziale rzek Biebrzy, Łęgu i Jerzgni [sic!]”. Pierwotnie teren ten chroniono w formie rezerwatu już od 1925 roku, również w tym okresie powołano rezerwat Czerwone Bagno (chroniący przede wszystkim łosie). W 1959 ponownie utworzono rezerwat przyrody Grzędy. Obejmował długie piaszczyste wydmy (zwane lokalnie grzędami, stąd nazwa), a także uroczysko „Grzędy” – są one współcześnie dostępne do zwiedzania dzięki ścieżkom turystycznym.